# بيل إكس-14
بيل إكس-14 (بالإنجليزية: Bell X-14)‏ هي طائرة تجريبية كانت منصة اختبار لمكونات توجيه الدفع (vectored thrust) لطائرات الإقلاع والهبوط العمودي (فتول) .أنتجت في الولايات المتحدة. من صناعة بيل للطائرات. كان أول طيران لها في 19 فبراير 1957. انتهت خدمتها في 29 مايو 1981. صنع منها نموذج واحد فقط.

## المستخدمون
- ناسا
- القوات الجوية الأمريكية